# Un sogno nelle mani
Un sogno nelle mani è l'album che segna l'esordio in Italia di Paolo Meneguzzi, già celebre nel mercato latinoamericano.
Nell'album è contenuto anche il brano "Ed io non ci sto più", con il quale aveva partecipato al Festival di Sanremo 2001.

## Tracce
1. Ed io non ci sto più
2. Quel ti amo maledetto
3. Mi sei mancata
4. Solo un minuto
5. La vita è una
6. So che ci sei
7. Forte
8. Bella come non sei mai
9. Messaggio universale
10. Ieri non ritorna più
11. La tua America

## Formazione
- Paolo Meneguzzi – voce
- Phil Palmer – chitarra
- Paolo Costa – basso
- Lele Melotti – batteria
- Marco Forni – tastiera
- Lucio Fabbri – chitarra elettrica
- Cesare Chiodo – basso
- Alfredo Golino – batteria
- Francesco Saverio Porciello – chitarra acustica
- Nicolò Fragile – tastiera, cori
- Fabiano Lelli – chitarra elettrica
- Roberto Rossi – tastiera
- Chicco Gussoni – chitarra acustica
- Stefano Re – batteria
- Giorgio Secco – chitarra
- Francesco Musacco – tastiera
- Luca Colombo – chitarra elettrica
- Mariella Farina, Luana Heredia, Emanuela Cortesi, Giulia Fasolino, Antonio Galbiati, Silvio Pozzoli – cori